# Strömsfors kapell
Strömsfors kapell är en tidigare kyrkobyggnad i Svenljunga kommun som dekonsekrerades den 7 oktober 2018. Den tillhörde sedan 2006 Svenljungabygdens församling (tidigare Örsås församling) i Göteborgs stift.

## Bakgrund
Samhället Strömsfors fick allt fler invånare som arbetade vid ortens textilindustri. De hade lång väg till församlingens kyrka och brukspatron David Nylander lät därför uppföra ett kapell som han själv bekostade.

## Kyrkobyggnaden
Kapellet är byggt i cementtegel som en kombinerad gudstjänst- och möteslokal. Det överlämnades till Strömsfors kapellstiftelse 1919 och har sedan 1921 endast använts för kyrkliga aktiviteter, först i Örsås församling och sedan 2006 i Svenljungabygdens församling. Byggnaden består av ett långskepp med tio fönster och en flygelbyggnad vid den södra fasadens västra ände. Den renoverades 1948. 
Intill kapellet står en klockstapel från 1922 byggd ovanpå en gravkammare.

## Inventarier
- En altartavla utförd av John Hedaeus uppsattes i samband med renoveringen 1948. Den finns nu i Örsås kyrka.
- Predikstolen har skulpturer, som avbildar Jesus och evangelisterna, utförda av Arvid Bryth.
- Dopfunten är av trä och har ett dopfat i silver. Den finns nu i Örsås kyrka.

### Orgel
Den mekaniska orgeln, som byggdes 1962 av Hammarbergs Orgelbyggeri AB, hade fem stämmor fördelade på manual och pedal.